# Scandinavian Cup w biegach narciarskich 2014/2015
Scandinavian Cup w biegach narciarskich 2014/2015 to kolejna edycja tego cyklu zawodów. Rywalizacja rozpoczęła się 12 grudnia 2014 w norweskim Lillehammer, a zakończyła się 25 lutego 2015 w estońskim Tallinnie.
W poprzednim sezonie tego cyklu najlepszą wśród kobiet była Norweżka Kari Vikhagen Gjeitnes, a wśród mężczyzn jej rodak Tomas Northug. Tym razem najlepszą z kobiet okazała się ponownie Norweżka Kathrine Rolsted Harsem, a wśród mężczyzn pierwszy jej rodak Hans Christer Holund.

## Kalendarz i wyniki

### Kobiety
| Lp  | Data             | Miejscowość | Dystans               | 1. miejsce              | 2. miejsce              | 3. miejsce              |
| --- | ---------------- | ----------- | --------------------- | ----------------------- | ----------------------- | ----------------------- |
| 1.  | 12 grudnia 2014  | Lillehammer | 10 km s. dowolnym     | Maria Strøm Nakstad     | Silje Øyre Slind        | Susanna Saapunki        |
| 2.  | 13 grudnia 2014  | Lillehammer | Sprint s. dowolnym    | Barbro Kvåle            | Jennie Öberg            | Tuva Toftdahl Staver    |
| 3.  | 14 grudnia 2014  | Lillehammer | 20 km s. klasycznym   | Silje Øyre Slind        | Silje Theodorsen        | Helene Söderlund        |
| 4.  | 9 stycznia 2015  | Falun       | 10 km s. dowolnym     | Charlotte Kalla         | Martine Ek Hagen        | Astrid Jacobsen         |
| 5.  | 10 stycznia 2015 | Falun       | Sprint s. klasycznym  | Kari Vikhagen Gjeitnes  | Kathrine Rolsted Harsem | Stina Nilsson           |
| 6.  | 11 stycznia 2015 | Falun       | Bieg łączony 2x7,5 km | Astrid Jacobsen         | Sofia Bleckur           | Martine Ek Hagen        |
| 7.  | 21 lutego 2015   | Madona      | 10 km s. klasycznym   | Kathrine Rolsted Harsem | Barbro Kvåle            | Silje Theodorsen        |
| 8.  | 22 lutego 2015   | Madona      | 20 km s. dowolnym     | Kathrine Rolsted Harsem | Silje Øyre Slind        | Silje Theodorsen        |
| 9.  | 24 lutego 2015   | Tallinn     | Sprint s. klasycznym  | Kathrine Rolsted Harsem | Jonna Sundling          | Kari Vikhagen Gjeitnes  |
| 10. | 25 lutego 2015   | Tallinn     | Sprint s. dowolnym    | Linn Sömskar            | Jonna Sundling          | Kathrine Rolsted Harsem |

### Mężczyźni
| Lp  | Data             | Miejscowość | Dystans              | 1. miejsce              | 2. miejsce           | 3. miejsce              |
| --- | ---------------- | ----------- | -------------------- | ----------------------- | -------------------- | ----------------------- |
| 1.  | 12 grudnia 2014  | Lillehammer | 15 km s. dowolnym    | Daniel Myrmæl Helgestad | Mathias Rundgreen    | Simen Andreas Sveen     |
| 2.  | 13 grudnia 2014  | Lillehammer | Sprint s. dowolnym   | Sindre Bjørnestad Skar  | Torjus Børsheim      | Håvard Solås Taugbøl    |
| 3.  | 14 grudnia 2014  | Lillehammer | 30 km s. klasycznym  | Tord Asle Gjerdalen     | Hans Christer Holund | Simen Hegstad Krüger    |
| 4.  | 9 stycznia 2015  | Falun       | 15 km s. dowolnym    | Matti Heikkinen         | Anders Gløersen      | Finn Hågen Krogh        |
| 5.  | 10 stycznia 2015 | Falun       | Sprint s. klasycznym | Ola Vigen Hattestad     | Eirik Brandsdal      | Pål Golberg             |
| 6.  | 11 stycznia 2015 | Falun       | Bieg łączony 2x15 km | Matti Heikkinen         | Emil Iversen         | Hans Christer Holund    |
| 7.  | 21 lutego 2015   | Madona      | 15 km s. klasycznym  | Hans Christer Holund    | Mathias Rundgreen    | Martin Løwstrøm Nyenget |
| 8.  | 22 lutego 2015   | Madona      | 30 km s. dowolnym    | Magne Haga              | Mathias Rundgreen    | Hans Christer Holund    |
| 9.  | 24 lutego 2015   | Tallinn     | Sprint s. klasycznym | Emil Nyeng              | Timo André Bakken    | Even Northug            |
| 10. | 25 lutego 2015   | Tallinn     | Sprint s. dowolnym   | Sindre Bjørnestad Skar  | Håvard Solås Taugbøl | Eivind Bakkene          |

## Klasyfikacje
| Lp. | Zawodniczka             | Punkty |
| --- | ----------------------- | ------ |
| 1.  | Kathrine Rolsted Harsem | 508    |
| 2.  | Silje Øyre Slind        | 500    |
| 3.  | Silje Theodorsen        | 360    |
| 4.  | Barbro Kvåle            | 331    |
| 5.  | Kari Vikhagen Gjeitnes  | 259    |
| 6.  | Linn Sömskar            | 247    |
| 7.  | Charlotte Kalla         | 200    |
| 8.  | Emilie Kristoffersen    | 194    |
| 9.  | Evelina Settlin         | 189    |
| 10. | Jonna Sundling          | 188    |

| Lp. | Zawodnik                | Punkty |
| --- | ----------------------- | ------ |
| 1.  | Hans Christer Holund    | 382    |
| 2.  | Mathias Rundgreen       | 311    |
| 3.  | Sindre Bjørnestad Skar  | 289    |
| 4.  | Magne Haga              | 250    |
| 5.  | Emil Nyeng              | 232    |
| 6.  | Vegard Bjerkreim Nilsen | 228    |
| 7.  | Håvard Solås Taugbøl    | 220    |
| 8.  | Martin Løwstrøm Nyenget | 219    |
| 9.  | Simen Hegstad Krüger    | 204    |
| 10. | Matti Heikkinen         | 200    |